# Tramvajová doprava v Portlandu

Logo dopravce Portland Streetcar

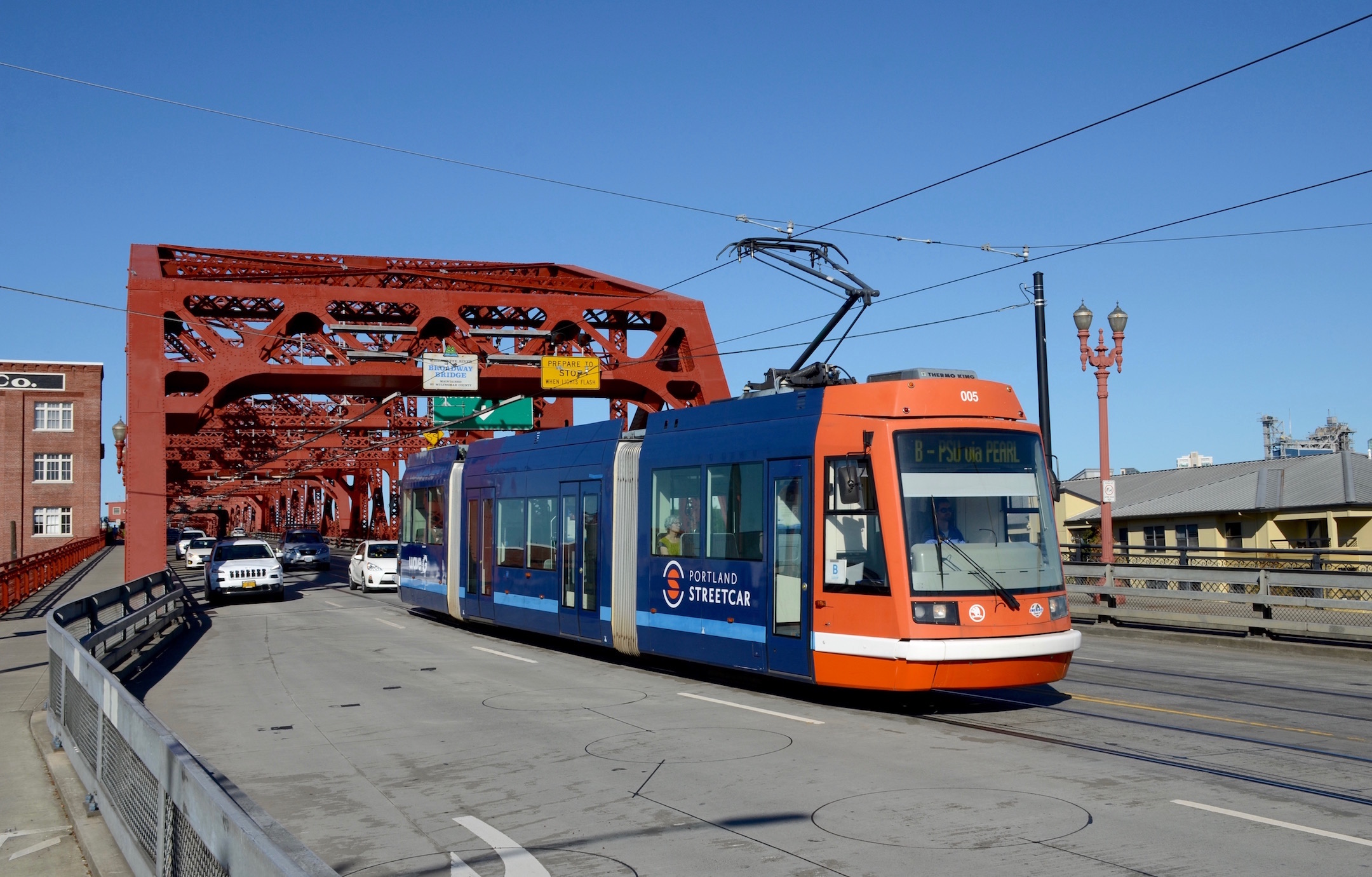
Současná portlandská tramvaj typu Škoda 10T

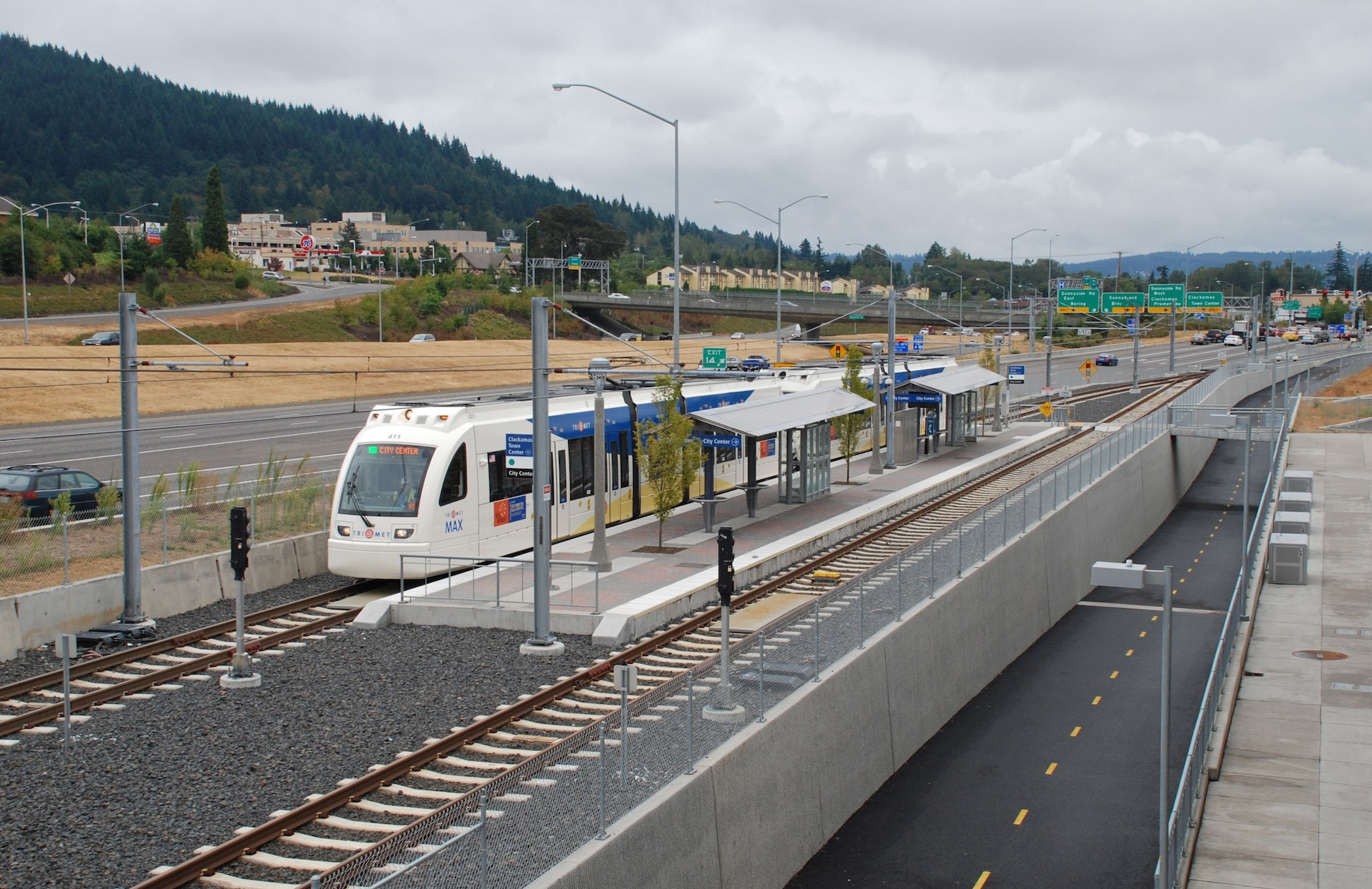
Rychlodrážní tramvaj MAX

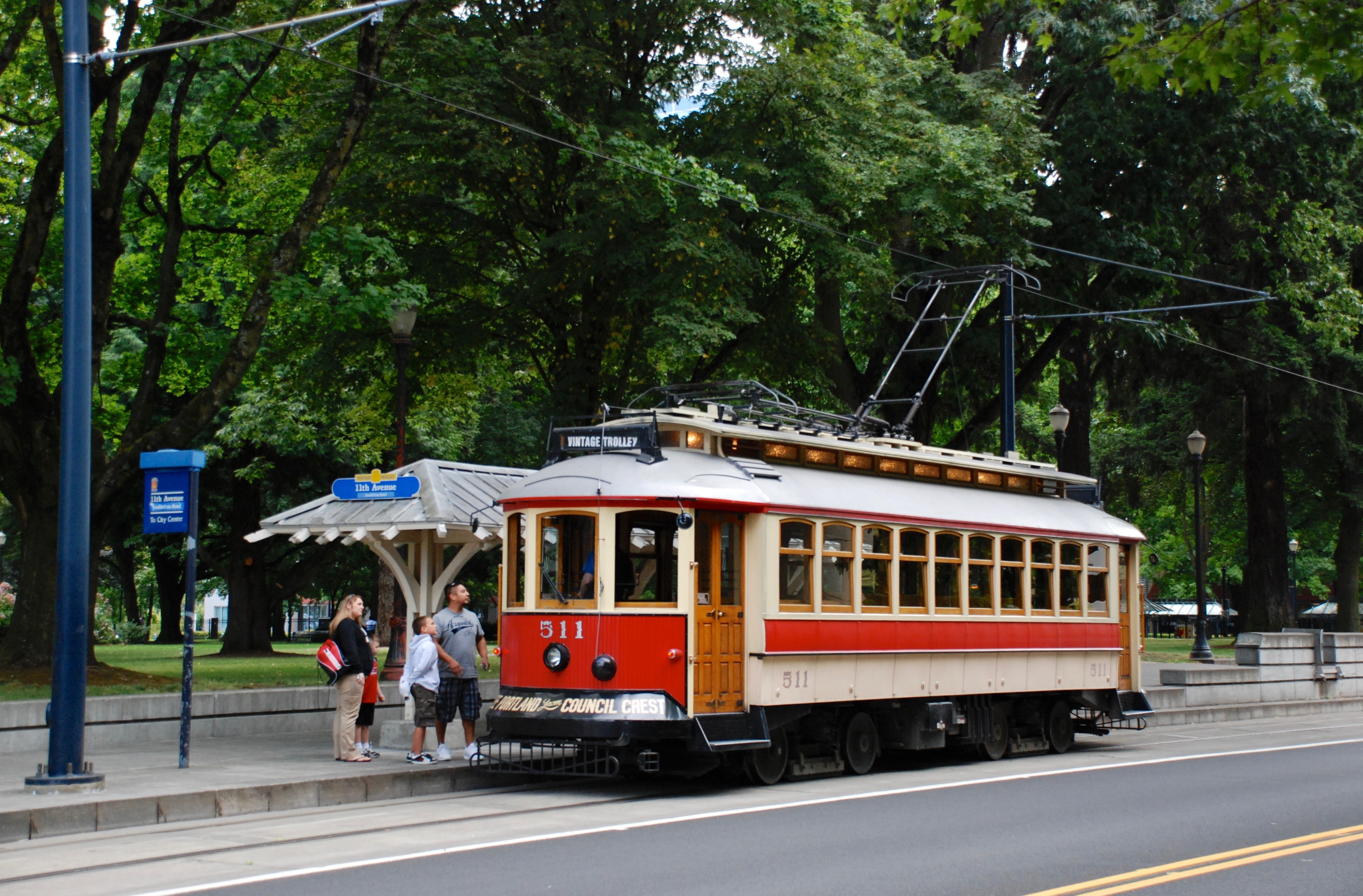
Replika historické portlandské tramvaje (provozována 1991–2014)

Tramvajovou dopravu v americkém městě Portland v Oregonu tvoří pět linek rychlodrážních tramvají a dvě linky klasické tramvaje. Linka klasických tramvají se v Česku proslavila především pořízením tramvají původem právě z této země (jednalo se o vozy Škoda 10T a Inekon 12 Trio). Páteřní tramvajovou dopravu ve městě obstarávají linky rychlodrážních tramvají - MAX, které využívají jiné, těžší tramvajové soupravy.
Tramvajový systém je ve vlastnictví města a společnosti Portland Streetcar Incorporated, což je nezisková organizace, fungující z darů a z peněz z reklamy. O jeho provoz se stará společnost jiná, a to TriMet, který zajišťuje také provoz rychlodrážních tramvají Metropolitan Area Express. 

## Linky
█ Modrá rychlodrážní tramvajová linka; je nejstarší; má 48 stanic; byla otevřena v roce 1986 a rozšířena v roce 1998

█ Červená rychlodrážní tramvajová linka; má 26 stanic; byla otevřena v roce 2001

█ Žlutá rychlodrážní tramvajová linka; je nejnovější; má 27 stanic; byla otevřena v roce 2004

█ Zelená rychlodrážní tramvajová linka; má 30 stanic; byla otevřena v roce 2009

█ Oranžový rychlodrážní tramvajová linka; má 17 stanic; byla otevřena v roce 2015

█ Portland Streetcar je dvoulinkový systém v centru města, po které jezdí klasické tramvaje (včetně těch českých).

## Historický vývoj
V Portlandu existovala tramvajová síť již na začátku 20. století. Stejně však i v jako dalších amerických městech, i zde byla nakonec zrušena a nahrazena autobusovou sítí. Spolu s renesancí elektrické trakce na konci 20. století a začátku století jedenadvacátého se však vrátily tramvaje i do Portlandu, jako do jednoho z prvních měst v USA.
Byl vypracován plán, podle něhož vznikly nové tratě; první v roce 2001, dlouhá 7,7 km za 57 milionů amerických dolarů, další následovaly v témže desetiletí (jedná se však již o kratší úseky). Tramvajová doprava dnes doplňuje síť rychlodrážních tramvají MAX. 